# Illava
Illava (szlovákul Ilava, németül Illau, Eulau) város Szlovákiában. A Trencséni kerület Illavai járásának székhelye. Kisléva és Klobusic tartozik hozzá.

## Fekvése
Trencséntől 19 km-re északkeletre, a Vág bal partján fekszik. A Trencséni kerület Illavai járásának székhelye.

## Nevének eredete
Neve a szláv il = agyag, iszap főnévből ered. Középkori neve Léva volt.

## Története
A közeli Porubai völgyben a bronzkorban a lausitzi és a puhói kultúra települése állt.
Illavát először 1318-ban említik „Lewa” néven. Az 1332 és 1337 között felvett pápai tizedjegyzék szerint Miklós nevű papja 14 garassal adózott. 1335 körül Károly Róbert királytól kiváltságokat kapott. A település 1375-ben még „villa Lewa”, 1376-ban már „Civitas Lewa” alakban szerepel oklevélben, ami azt jelzi, hogy ebben az évben Nagy Lajos királytól városi rangot kapott. 1410-ben Luxemburgi Zsigmond szabad királyi várossá emelte, 1430-ban vásártartási jogot kapott. A 15. századig általában „Leva”, később „Ilava” alakban említik az írott források. 1431-ben itt verte meg Rozgonyi Miklós az országra törő huszita sereget.
Várát kevéssel 1446 előtt Szentmiklósi Pongrác építtette a trencséni uradalomnak azon a részén, amelyet Cillei Ulriktól elfoglalt. 1496-ban Szapolyai István engedélyezte, hogy a Vágon fahidat építsenek. 1560-ban megnyílt az evangélikus gimnázium. 1578-ban II. Rudolf császár két országos vásárt engedélyezett a városnak, egyet az Angyali Üdvözlet, a másikat Mária Magdolna ünnepe alkalmából. Ezt 1635-ben II. Ferdinánd még kettővel bővítette. 1598-tól üzemelt a város egyházi tulajdonú sörfőzdéje. Ebben az évben 104 ház állt a városban. 1614-ben megalapították a város első céhét, a kalapos céhet, majd azt később továbbiak követték. 1684-ben alapították a katolikus iskolát, első tanára Sartorius János volt. 1694-ben a vár felső részét birtokosai a rabváltó trinitárius rend kolostorává alakították át, akik 1725-ig birtokolták. 1720-ban 67 adózó családfője volt a településnek. 1784-ben 155 házában 229 családban 953 lakos élt. A 18. század végén létesült posztógyára.
A 18. század végén Vályi András így ír róla: „ILLAVA. Mező Város Trentsén Várm. földes Ura G. Königszeg Uraság, nevezetét a’ Vártól vette, mellytől fekszik fél mértföldnyire, lakosai katolikusok, szép serház van benne, és alkalmatos Ispotály, még jelesebb Város vala Rákótzinak zendűlése előtt, földgye termékeny, erdeje, legelője elég, piatza hasznos. ILLAVA VÁRA. Hajdani Vár Trentsén Várm. földes Ura G. Königszeg Uraság, hajdan első Lajos alatt Bubek György birta vala, Korvinus Mátyás pedig ama régi nevezetes Vitéznek Magyar Balázsnak ajándékozta, hogy sok szép katonai szolgálattyait meg jutalmazhassa, köz emberből fénylő hívatalra emeltetett, és meg gazdagodott. Tetteit lásd Istvánfinál Lib. 1. p. 6. 16. Azután véllhető hogy Kinizsi Pálnak birtokában vala, a’ ki egyetlen egy leányát elvette az említett Vitéznek. Majd Osztrosits, horvát Országból származott, nevezetes Nemzetségé vala, melly e’ Várat jelesen fel ékesíttette, azután a’ Királyi Fiscusé, ’s majd G. Breuner Uraság tette tulajdonává 80000 forinttal; utánna pedig a’ nagy hírű Szétsényi Érsek szállítá ide először is a’ Trinitariusokat, ’s 1692dik esztendőben, Klastromjok építtetése el kezdetett. Nem tsak a’ költsönözött pénznek adáját fizette vala G. Breuner Krisstóf; hanem még nyoltz ezeret is adott hozzá a’ magáéból a’ Templomnak építtetésére, 1727ben pedig G. Königszeg Nemzetségnek birtokába jutott. A’ Várnak két épűlete van, a’ felső részben az Uraságnak 217alkalmatosságai, az alsóban pedig az említett Szerzeteseknek klastromjok vala, melly jeles Templomával ékeskedik, hova rakott kő hídon esik az által járás, fekvése kies, és halas tó is van hozzá.”
1828-ban 148 háza volt 1233 lakossal.
Fényes Elek 1851-ben kiadott geográfiai szótárában így ír a városról: „Illava, tót mv., Trencsén vmegyében, a Vágh bal partján, gyönyörű vidéken: 1071 kath., 139 zsidó lak. Kath. paroch. temploma hajdan a trinitáriusoké volt. Van egy régi várkastélya, ser- és pálinkafőző-háza, vendégfogadója, ispotálya, s egy synagógája. Lakosai szorgalmatos mesteremberek; köztök sok varga, s egynehány posztós is van. Határa nagy részt róna, dombos, és igen termékeny. Feje egy uradalomnak, mellyet hajdan Bakacs, azután Magyar Balázs, Kinisi Pál, Osztrosics, a fiskus, gr. Breuner, most pedig gr. Königsegg család bir. Ut. p. Trencsén.”
1856-ban megvette az állam, azóta fegyintézet van benne. 1875-ben megalakult a város tűzoltó egyesülete. Sörfőzde, szeszgyár és téglagyár is üzemelt a városban. A trianoni békéig Trencsén vármegye Illavai járásának székhelye volt.
1969-ben csatolták hozzá Kislévát és Klobusicet.

## Népessége
| Év:            | 1994. | 2004.   | 2014.   | 2024.   |
| -------------- | ----- | ------- | ------- | ------- |
| Emberek száma: | 5472  | 5451    | 5479    | 5522    |
| Eltérés:       |       | -0,38 % | +0,51 % | +0,78 % |

| Év:            | 2023. | 2024.   |
| -------------- | ----- | ------- |
| Emberek száma: | 5558  | 5522    |
| Eltérés:       |       | -0,64 % |

1880-ban 1813 lakosából 362 magyar, 158 német, 68 cigány és 1124 szlovák anyanyelvű volt.
1890-ben 2213 lakosából 493 magyar, 174 német, 44 szerb, 19 ruszin és 1347 szlovák anyanyelvű volt.
1900-ban 2299 lakosából 560 magyar, 205 német, 92 cigány, 54 szerb, 13 ruszin és 1349 szlovák anyanyelvű volt; ebből 1769 római katolikus, 174 izraelita, 130 görög keleti, 112 református, 65 evangélikus, 48 görög katolikus és 1 unitárius vallású volt. Klobusicon 317 szlovák és 37 magyar anyanyelvű élt.
1910-ben 2389 lakosából 1155 szlovák, 791 magyar, 202 német, 122 román és 42 szerb anyanyelvű volt.
1921-ben 2172 lakosából 168 magyar, 113 zsidó, 34 német, 1786 csehszlovák, 12 egyéb nemzetiségű és 59 állampolgárság nélküli volt.
1930-ban 2214 lakosából 85 zsidó, 43 német, 39 magyar, 19 ruszin, 1953 csehszlovák, 14 egyéb nemzetiségű és 61 állampolgárság nélküli volt; ebből 1941 római katolikus, 132 izraelita, 37 evangélikus, 24 görög katolikus, 4 református és 76 egyéb vallású volt.
1970-ben 3550 lakosából 2 magyar és 3509 szlovák volt. Klobusicon 803 szlovák, Kisléván 234 szlovák élt.
1980-ban 5188 lakosából 6 magyar és 5111 szlovák volt.
1991-ben 5531 lakosából 6 magyar és 5438 szlovák volt.
2001-ben 5411 lakosából 5310 szlovák és 5 magyar volt.
2011-ben 5391 lakosából 5195 szlovák, 33 cseh, 8 morva, 4 cigány, 3 magyar és 131 ismeretlen nemzetiségű volt; ebből 4385 római katolikus, 67 evangélikus, 300 ismeretlen vallású és 564 nem vallásos volt.
2021-ben 5572 lakosából 5228 (+11) szlovák, 4 (+4) magyar, (+2) cigány, 2 ruszin, 54 (+9) egyéb és 284 ismeretlen nemzetiségű volt.

## Nevezetességei
- A városka közepén áll egykori vára, 1856-óta börtönként működik.
- Gótikus római katolikus plébániatemploma 1470 és 1488 között épült. 1622-ben és 1695-ben tűzvészek pusztították. A 18. században barokk stílusban építették át.
- A klobusici kastély 1840-ben épült, szép angolpark övezi.
- A plébánia épülete a 17. században épült.
- A Mária-oszlop 1752-ben készült.
- Nepomuki Szent János szobra 1754-ből való.
- A Szent Flórián szobrot 1827-ben készítették.
- A katolikus iskola épülete 1840 és 1844 között épült.
- A Szűz Mária kápolnát 1906-ban építették.

## Neves személyek
- Carponaides György 17. századi matematikus.
- Csernyei József 19. századi orvos.
- Itt született  Kmoskó Mihály (1876. augusztus 29. – Pusztazámor, 1931. április 8.) nyelvész, teológus.
- Itt született 1877. április 29-én Vágvölgyi Lajos főrabbi, egyházi író.
- Itt született 1891-ben Pattantyús-Ábrahám Imre kohómérnök, egyetemi tanár.
- Itt született 1941. május 2-án Pavel Traubner szlovák neurológus.
- Itt született 1985. október 14-én Sikorcin Ladislav magyar válogatott jégkorongozó.
- Itt született 1990. december 1-jén Tomáš Tatar világbajnoki és világkupa ezüstérmes szlovák válogatott jégkorongózó.
- Itt született 1995. december 2-án Ľubomír Šatka szlovák válogatott labdarúgó.
- Itt raboskodott Burián László magyar katolikus pap.
- Itt raboskodott Erdélyi Lipót (1860?-1943) magyar iskolaigazgató.
- Itt raboskodott Fábry Zoltán (1897-1970) felvidéki magyar közíró, kritikus.
- Itt raboskodott Pavol Macháček (1887-1969) szlovák plébános, csehszlovák politikus.
- Itt raboskodott Alexander Markuš (1913–1945) tanár, partizán.
- Itt raboskodott Elo Šándor szlovák író és újságíró.
- Itt raboskodott Savanyú Jóska (1841–1907) bakonyi betyár.
- Itt raboskodott Sedivy László (1870-1944) nyitrai református lelkész, embermentő.
- Itt raboskodott Szepesházy Bertalan katonatiszt, felvidéki politikus.
- Itt raboskodott Szmida Kálmán (1864-1939) esperes, prépost, tanfelügyelő, a nyitrai magyarság vezéralakja.
- Itt raboskodott Tobler János (1889-?) író, kelmefestő, szakszervezeti vezető, országgyűlési képviselő, politikus.
- Itt raboskodott Wittich Pál (1877-1957) csehszlovákiai német szociáldemokrata politikus, nemzetgyűlési képviselő.
- Itt raboskodott Drab Sándor, Steier Béla, Borovszky Géza, Surányi Lajos, Banekovics György és Stein Jenő.
- A börtönben hunyt el 1952-ben Bokor Ferenc kántortanító.[7]
- Itt tanult Augustini Illés evangélikus lelkész.
- Itt tanult Pattantyús-Ábrahám Géza (1885-1956) magyar gépészmérnök, akadémikus professzor.
- Klobusicon született 1953. augusztus 20-án Szarka László történész, egyetemi oktató.[8]
- Klobusicon nyugszik Baross Gábor (1848-1892) a dualizmus korának kiemelkedő gazdaság- és közlekedéspolitikusa.

## Lásd még
- Kisléva
- Klobusic